# كارولين بيلينغهام
كارولين بيلينغهام (بالإنجليزية: Caroline Billingham)‏ هي لاعب كرة مضرب بريطانية، ولدت في 12 يوليو 1967.

## وصلات خارجية
- كارولين بيلينغهام على موقع رابطة محترفات التنس (الإنجليزية)
- كارولين بيلينغهام على موقع الاتحاد الدولي لكرة المضرب (الإنجليزية)
- كارولين بيلينغهام على موقع خلاصة التنس.كوم (الإنجليزية)